# Mercimek çorba

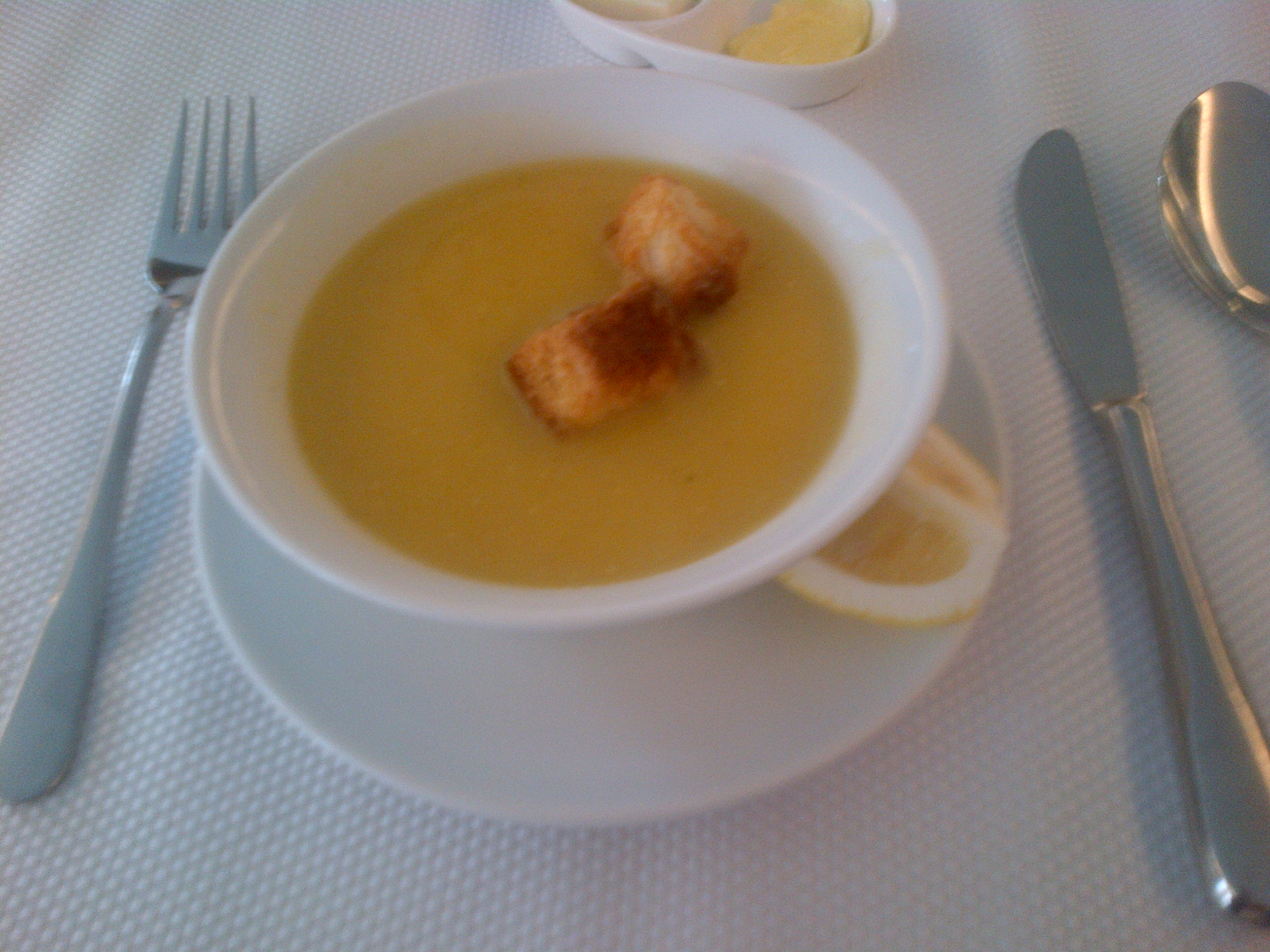
Mercimek çorba

Mercimek çorba o Mercimek çorbası és una crema de la gastronomia turca feta amb llenties vermelles i verdures. Mercimek significa "llenties", i çorba, "sopa", en turc. Les verdures que s'utilitzen per a cuinar la crema de llenties a la turca són: patates, cebes, pastanages i api.